# 玛丽亚娜·海基宁
玛丽亚娜·海基宁（芬蘭語：Marjaana Heikkinen，1967年4月19日—），芬兰女子田径运动员。她曾代表芬兰参加2012年、2016年和2020年夏季残疾人奥林匹克运动会田径比赛，获得一枚银牌和二枚铜牌。